# Heterogenní katalýza

Hydrogenace ethenu na pevném katalytickém povrchu (1) adsorpce (2) reakce (3) desorbcey

Heterogenní katalýza je katalýza, při které je katalyzátor v jiné fázi než reaktanty nebo produkty. opakem je homogenní katalýza, kdy jsou reaktanty, produkty, a katalyzátor ve stejné fázi.
Při heterogenní katalýze se nejčastěji používají pevné katalyzátory a plynné reaktanty. Při takových rekcích probíhají cykly složené z adsorpce molekul, reakce a desorbce, probíhajících na povrchu katalyzátoru. Rychlost reakce ovlivňuje termodynamika, přenos hmoty a přenos tepla.
Heterogenní katalyzátory umožňují rychlou a selektivní tvorbu produktů ve velkém měřítku. 90 % cz celkového množství chemikálií se vyrábí s využitím pevných katalyzátorů, například Haberův–Boschův proces výroby amoniaku využívá kovové katalyzátory.

## Adsorpce
Adsorpce je navázání plynné fáze nebo roztoku látky na pevný (nebo kapalný) povrch. Opakem je desorpce.

### Druhy adsorpce
Adsorpce má dva druhy: fyzisorpci, kdy je vazba na povrch slabá, a chemisorpci, kdy je vazba silnější; řada heterogenních katalytických procesů zahrnuje přechodný stav mezi těmito krajními možnostmi. K předpovídání interakcí molekul jako funkcí separace atomů se používá Lennardův-Jonesův model.

#### Fyzisorpce
Při fyzisorpci se molekula na povrch navazuje van der Waalsovými silami, jako jsou dipól-dipólové interakce, indukované dipólové interakce, a Londonovy disperzní síly. Obvyklé energie fyzisorpcí jsou mezi 10 a 40 kJ/mol. Po fyzisorpci molekuly na katalyzátor vzniká prekurzorový stav, který může přejít do chemorpce, desorbovat se, nebo se pohybovat po povrchu. Vlastnosti prekurzorového stavu mohou ovlivnit kinetiku reakce.

#### Chemosorpce
Pokud se molekula k povrchu přiblíží dostatečně blízko, aby došlo k překryvu atomových orbitalů, tak může nastat chemosorpce, kdy se vytváří chemické vazby. Energie chemosorpcí jsou většinou mezi 80 a 400 kJ/mol. Chemosorpcese dělí do dvou druhů:
- Molekulární adsorpce, kdy zůstává adsorbovaná látka nedotčena; příkladem je vazba alkenů na platinu.
- Disociační adsorpce, kdy se společně s adsorpcí štěpí jedna nebo více vazeb. V takových případech má na rychlost adsorpce vliv aktivační energie disociace. Jako příklad lze uvést navázání vodíku na kovový katalyzátor, kde se štěpí vazby H-H.

## Povrchové reakce

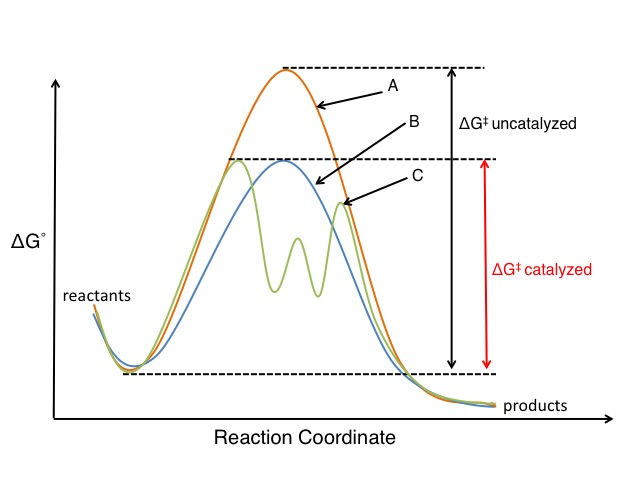
Graf energetického průběhu reakce (A) nekatalyzovaná (B) katalyzovaná (C) katalyzovaná přes diskrétní meziprodukty (přechodné stavy)

Většina reakcí katalyzovaných kovy probíhá prostřednictvím propagace, kdy se katalytické meziprodukty cyklicky vytváří a spotřebovávají. U povrchových reakcí typu A + B → C lze popsat dva druhy mechanismu:
- Langmuirův–Hinshelwoodův mechanismus: Na katalyzátor se adsorbují molekuly obou reaktantů, A a B,. Po adsorpci zreagují a vytvoří produkt product C, jenž se poté desorbuje.
- Eleyův–Ridealův mechanismus: Molekula jednoho reaktantu, A, se naváže na katalytický povrch. B, aniž by došlo k adsorpci, reaguje s adsorbovaným A za vzniku C, který se následně oddělí.

Většina heterogenně katalyzovaných reakcí odpovídá Langmuirovu–Hinshelwoodovu modelu.
Při heterogenně katalyzovaných reakcích reaktanty difundují z kapaliny nebo plynu a navazují se na katalyzátor. Místo adsorpce nemusí být aktivním katalytickým místem, takže se molekuly reaktantů obvykle musí po povrchu přesouvat na aktivní místa. Na aktivních místech vytvoří produkt energeticky výhodnější drahou vedoucí přes katalytické meziprodukty. Následně se molekuly produktu desorbují a oddifundují. Katalyzátor zůstává nedotčen a může se účastnit dalších reakcí. Na rychlost reakce mají vliv také přenosy tepla a hmoty .

## Úprava katalyzátoru

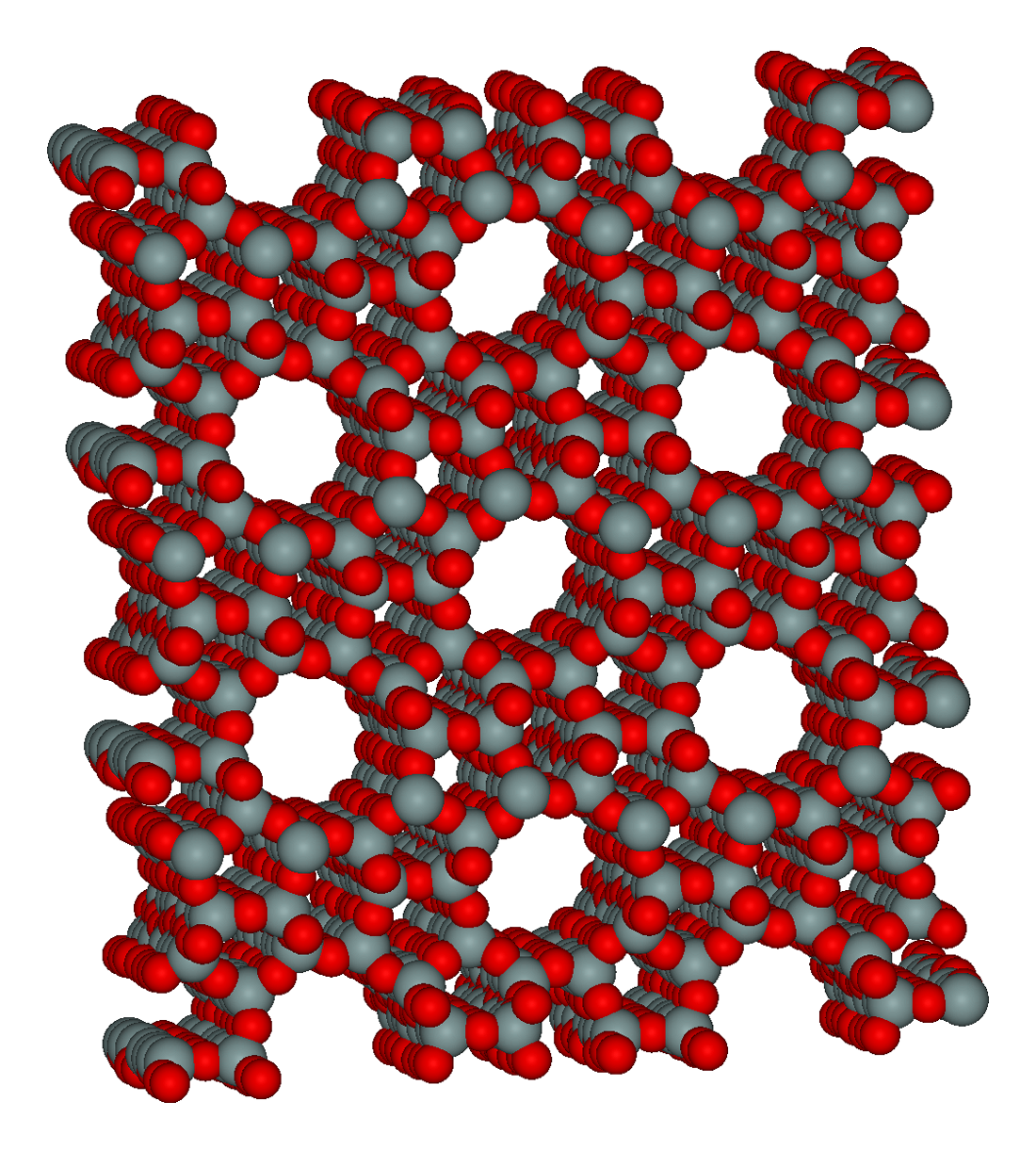
Struktura zeolitu, druhu katalyzátoru používaného například při alkylacích a izomerizacích uhlovodíků

Katalyzátory nejsou vůči reaktantům aktivní po celém svém povrchu; ke katalýze dochází pouze na některých místech, nazývaných aktivní místa. Na množství dostupných aktivních míst má velký vliv velikost povrchu katalyzátoru. Průmyslové katalyzátory často obsahují póry, které navýšují povrch na 50–400 m2/g, některé mezoporézní křemičitany, například MCM-41, mají měrné povrchy i přes 1000 m2/g.
Pevný katalyzátor může být dispergován na podpůrném povrchu, čímž se navyšuje měrný povrch a zajiišťuje stabilita. Tyto podpůrné materiály bývají nereaktivní a mívají vysoké teploty tání, ale mohou samy mít katalytické účinky. Obvykle jde o porézní materiály (například uhlík, silikagel, nebo zeolity) s vysokými poměry povrchu k hmotnosti. Podpůrné materiály se pro jednotlivé reakce vybírají tak, aby se reaktanty i produkty mohly na ně navazovat a následně se oddělovat.
K reakčním směsím nebo katalyzátorům se často přidávají látky navyšující aktivitu katalyzátoru, selektivitu, a/nebo stabilitu; například při výrobě amoniaku k tomuto účelu slouží oxid hlinitý.
Pro moderní teorii katalýzy je důležitý Sabatierův princip. Podle něj by interakce povrchu a adsorbovaných látek měly probíhat v optimální míře: nemají být příliš slabé, kdy by katalyzátor na sebe nenavazoval reaktanty, ani příliš silné, kdy by docházelo k otravě povrchu, která by bránila desorpci produktů. Množství adsorbovaných molekul reaktantů a přechodných stavů bývá vysoké a optimální hodnoty je tak třeba hledat v mnohorozměrných prostorech, kde nelze najít výpočetní řešení v prakticky využitelném čase.

## Deaktivace katalyzátoru
Deaktivace katalyzátoru je ztráta katalytické aktivity a/nebo selektivity.
Látky, které způsobují deaktivaci katalyzátorů, se nazývají katalyzátorové jedy; dochází u nich k chemosorci na povrch katalyzátorů, čímž se snižuje počet dostupných katalytických míst. Patří sem mimo jiné prvky V. až Vii. skupiny (například síra, kyslík, fosfor a chlor), některé toxické kovy a polokovy (například arsen a olovo), a adsorbující látky s násobnými vazbami (například oxid uhelnatý a nenasycené uhlovodíky). Jako příklad lze uvést síru, která narušuje výrobu methanolu otravou katalyzátoru tvořeného Cu/ZnO. Jiné látky mohou reakce urychlovat, například alkalické kovy urychlují výrobu amoniaku usnadněním štěpení molekul dusíku.
Přítomnost těchto látek může měnit aktivační energie kroků určujících rychlost a selektivitu katalyzátoru vůči určitým produktům, například ve výrobě ethenu se používá malé množství chloru, který po chemosorpci zlepšuje selektivitu stříbrného katalyzátoru ve prospěch ethenu, zatímco přebytek chloru by působil jako katalyzátorový jed.

## Příklady

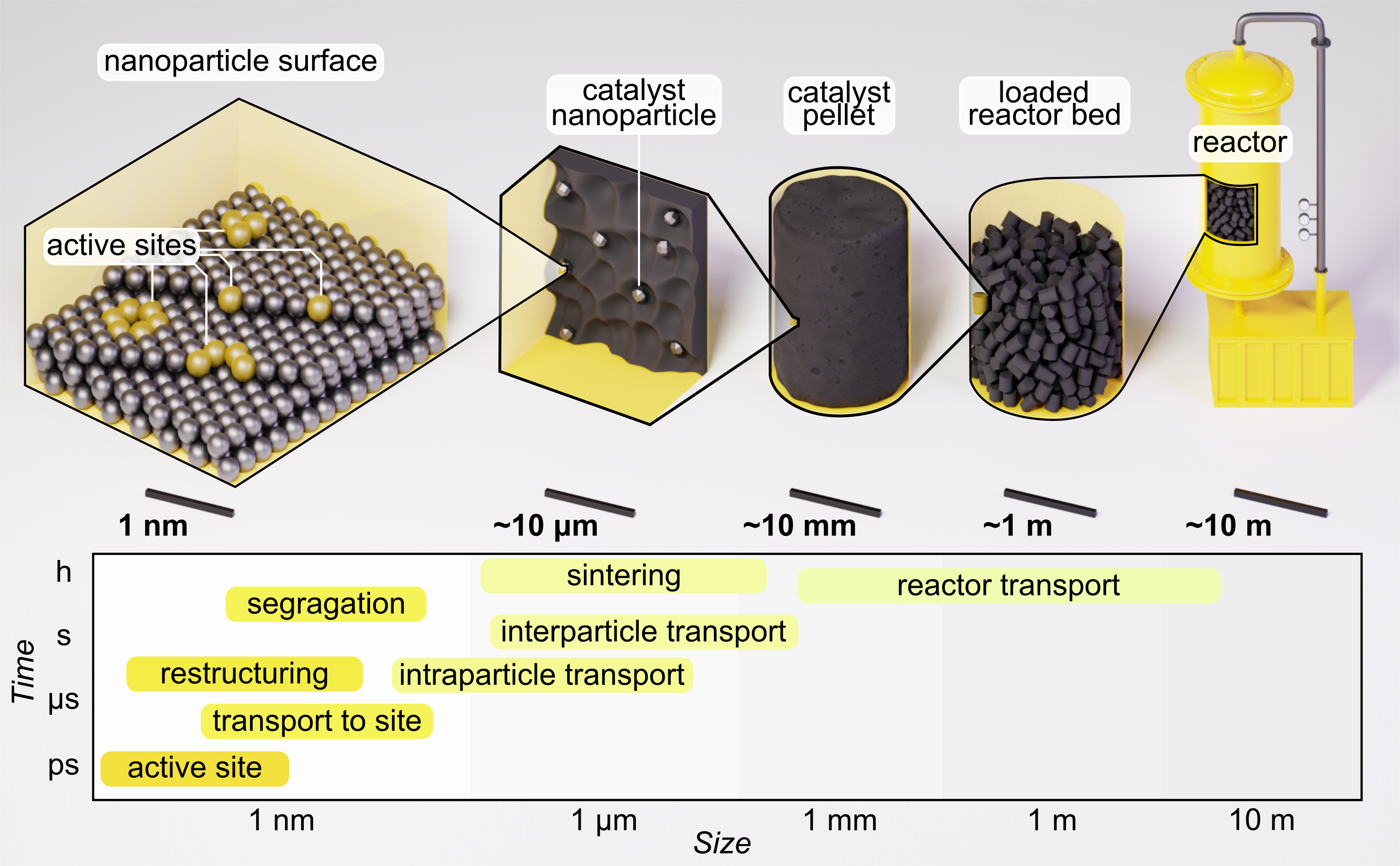

Schéma výroby amoniaku (NH_{3})

V průmyslu se provádění heterogenních katalýz musí přizpůsobit řada faktorů, například reaktory a katalyzátory. Uvažují se při tom rozměry reaktoru, povrch a druh katalyzátoru a nosiče, a také reakční podmínky, jako jsou teplota, tlak a koncentrace reaktantů.
K významným průmyslovým procesům využívajícím heterogenní katalýzu patří:
| Proces                                                         | Reaktanty a produkt(y)                     | Katalyzátor                             | Poznámka                                              |
| -------------------------------------------------------------- | ------------------------------------------ | --------------------------------------- | ----------------------------------------------------- |
| Výroba kyseliny sírové                                         | SO2 + O2, SO3                              | oxid vanadičný                          | Hydratací SO3 vzniká H2SO4                            |
| Výroba amoniaku (Haberův–Boschův proces)                       | N2 + H2, NH3                               | oxidy železa na oxidu hlinitém          |                                                       |
| Výroba kyseliny dusičné (Ostwaldův proces)                     | NH3 + O2, HNO3                             | Pt-Rh bez nosiče                        | Výroba přímo z dusíku je nevýhodná                    |
| Výroba vodíku reakcemi uhlovodíků s vodou                      | CH4 + H2O, H2 + CO2                        | Nikl nebo oxid draselný                 |                                                       |
| Výroba ethylenoxidu                                            | C2H4 + O2, C2H4O                           | stříbro na oxidu hlinitém               | Špatně použitelné u jiných alkenů                     |
| Výroba kyanovodíku (Andrussovovův proces)                      | NH3 + O2 + CH4, HCN                        | Pt-Rh                                   | Podobnými amoxidacemi se z uhlovodíků vyrábí nitrily. |
| Polymerizace alkenů pomocí Zieglerových–Nattových kazalyzátorů | propen, polypropylen                       | chlorid titanitý na chloridu hořečnatém | Jsou známy i homogenní postupy                        |
| Hydrodesulfurizace ropy                                        | H2 + R2S (organosirná nečistota), RH + H2S | Mo-Co na oxidu hlinitém                 | Síra se obnovuje Clausovým procesem                   |

- Redukce nitrilu v amoniaku vodíkem při výrobě fenylethylaminu, katalyzovaná Raneyovým niklem:[17] Hydrogenace nitrilu

Hydrogenace nitrilu

- Krakování, izomerizace a reformování uhlovodíků při zpracování ropy
- V katalyzátorech výfukových plynů
  - oxidace oxidu uhelnatého na oxid uhličitý:
2CO(g) + O2(g) → 2CO2(g)
  - Redukce oxidu dusnatého na dusík:
2NO(g) + 2CO(g) → N2(g) + 2CO2(g)
  - Oxidace uhlovodíků na vodu a oxid uhličitý:
2 C6H6 + 15 O2 → 12 CO2 + 6 H2O
- Asymetrická heterogenní katalýza umožňuje výrobu enantiomerně čistých chirálních sloučenin.[18]
- Většina heterogenních katalyzátorů je založena na kovech[19] nebo jejich oxidech;[20] ale některé reakce, například oxidační dehydrogenace[21] nebo selektivní oxidace[22] lze katalyzovat materiály založenými na uhlíku.
  - Ethylbenzen + 1/2 O2 → Styren + H2O
  - Akrolein + 1/2 O2 → Kyselina akrylová